# Marattia excavata
Marattia excavata är en kärlväxtart som beskrevs av Underw. Marattia excavata ingår i släktet Marattia och familjen Marattiaceae. Inga underarter finns listade i Catalogue of Life.